# Nokia XL
Nokia XL là điện thoại thông minh của hãng Nokia. Là một thành viên của gia đình Nokia X, công bố vào tháng 2 năm 2014 Máy chạy trên nền tảng Nokia X platform. Điện thoại này hiện đang được bán và duy trì bởi Microsoft Mobile.

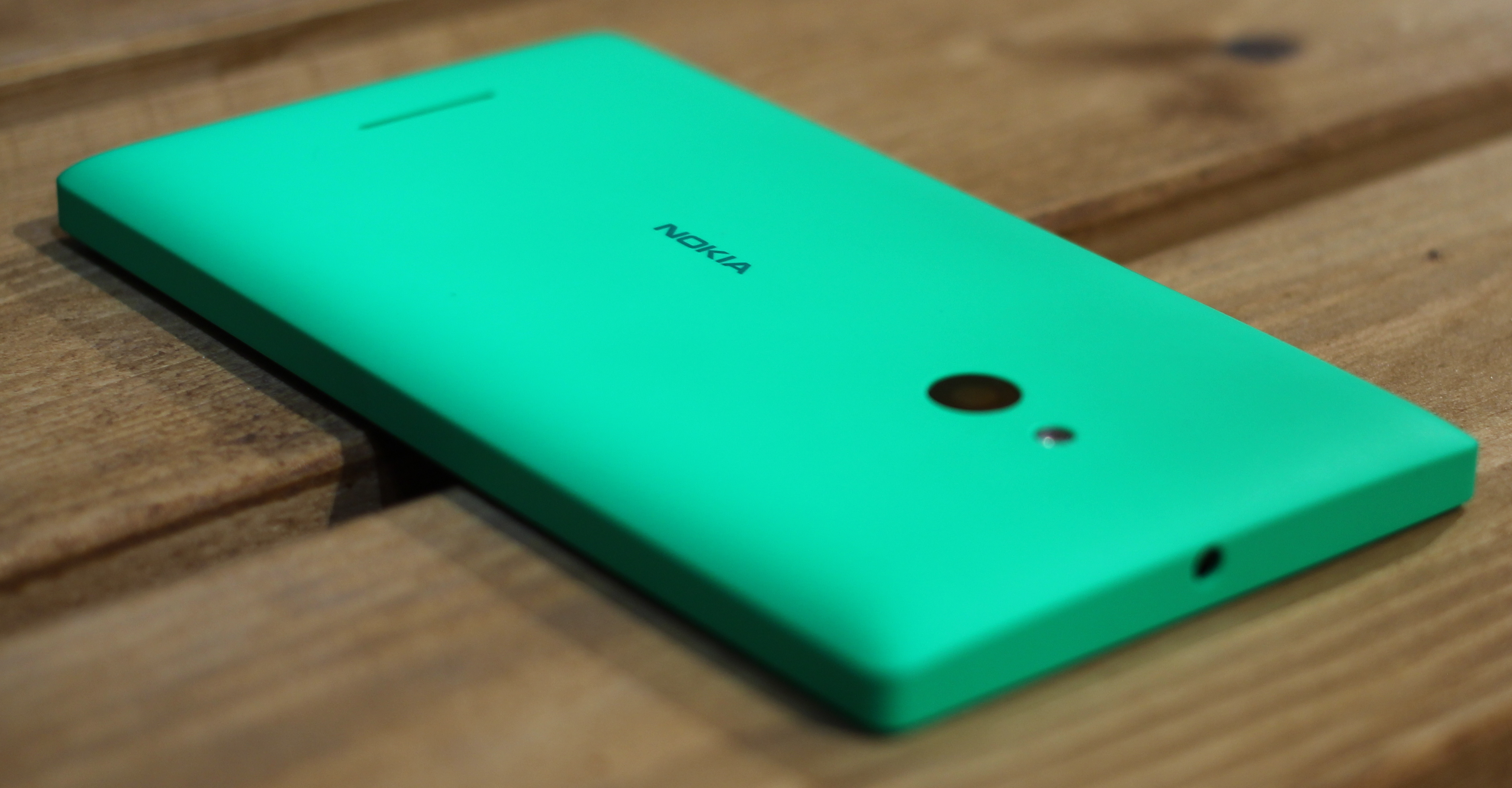
The rear side of the device

## Cấu hình
| Cấu hình          | Chí tiết                                                          |
| ----------------- | ----------------------------------------------------------------- |
| Trọng lượng       | 190 g                                                             |
| Kích thước        | 141.4 mm x 77.7 mm x 10.9 mm                                      |
| Pin               | thời gian thoại: 13 giờ (GSM) chờ: 30 ngày (GSM)                  |
| Màn hình          | Loa: IPS 5.0 inch; độ phân giải: 480×800 pixels, 185 ppi          |
| Hệ điều hành (UI) | Android 4.1.2 (Nokia X UI)                                        |
| Hai SIM           | Có                                                                |
| loại SIM          | Micro-SIM (1 hoặc 2 SIM)                                          |
| Bộ nhớ            | 4 GB                                                              |
| Đa ngôn ngữ       | Có                                                                |
| Bluetooth         | 3.0 DUN, FTP, GAP, GOEP, HFP, HSP, OPP, PAN, PBAP, SAP, SDAP, SPP |
| PC Sync           | Có                                                                |
| USB               | micro-USB                                                         |
| Tùy biến đồ họa   | Có                                                                |
| Chỉnh nhạc chuông | Có                                                                |
| Data-capable      | Có                                                                |
| Chế độ máy bay    | Có                                                                |
| WLAN              | Có, với hotspot                                                   |
| Khe cắm thẻ nhớ   | microSD lên tới 32 GB                                             |
| MMS               | MMS 1.2 / SMIL                                                    |
| RAM               | 768MB                                                             |
| Nhắn tin          | 2 chiều: Có                                                       |
| FM radio          | Stereo: Có                                                        |
| Chơi nhạc         | Có                                                                |
| Camera sau        | 5.0 megapixel                                                     |
| Camera trước      | 2.0 megapixel                                                     |
| Flash             | Có                                                                |
| Quay phim         | 30 fps                                                            |
| Jack tai nghe     | Có (3.5 mm)                                                       |
| Loa ngoài         | Có                                                                |

## Hậu trường
Nokia XL được công bố trong một cách bất ngờ tại Mobile World Congress 2014 ngày 24 tháng 2 năm 2014 tại Barcelona, Tây Ban Nha.
Các báo cáo cho biết chỉ có thiết bị Nokia chạy Android màn hình 4-inch cảm ứng sẽ ra mắt nhưng Nokia đã công bố một "gia đình Nokia X" gồm Nokia X, Nokia X+ và Nokia XL.
Nokia XL có cấu hình mạnh hơn cả trong gia đình Nokia X. Nó có màn hình cảm ứng 5-inch thay vì 4-inch như các máy khác, camera mạnh hơn (cảm biến 5 MP), đèn LED flash và camera trước 2 MP — Nokia X và Nokia X+ không có flash hay camera trước.
Trong giai đoạn phát triển, điện thoại được biết với tên "Asha Monster".

## Nokia XL 4G
Một phiên bản LTE được phát hành tại Trung Quốc vào tháng 7 năm 2014.
| Nokia XL 4G                 |                                                                           |
| --------------------------- | ------------------------------------------------------------------------- |
| Màn hình                    | 5 in (13 cm) IPS LCD, 800 x 480px                                         |
| RAM                         | 1 GB                                                                      |
| Bộ nhớ trong và thẻ nhớ kèm | 4 GB bộ nhớ trong lên tới 32 GB thẻ nhớ MicroSD hỗ trợ, 4 GB bộ nhớ trong |
| Camera trước                | 5 MP, tự lấy nét và flash                                                 |
| Front camera                | 2.0 MP                                                                    |
| Bộ xử lý                    | MSM8926 Qualcomm Snapdragon 1 GHz 2 nhân                                  |
| Mạng                        | D-LTE và TD-SCDMA LTE bands - 38, 39, 40 (Trung Quốc)                     |
| Kích thước                  | 141.3 x 77.7 x 10.8 mm                                                    |
| Trọng lượng                 | 158 g                                                                     |
| Pin (chờ)                   | 2G, 3G, 4G = chưa biết                                                    |
| Pin (gọi)                   | 2G, 3G, 4G = chưa biết                                                    |
| Hệ điều hành                | Nokia X 1.x software platform (AOSP 4.2.x)                                |